# Élection présidentielle française de 1947
L'élection présidentielle française de 1947, première élection présidentielle de la Quatrième République, a lieu le 16 janvier au château de Versailles. Elle voit l'élection du socialiste Vincent Auriol au premier tour.

## Modalités
En vertu de la Constitution du 27 octobre 1946, le président de la République est élu par le Parlement (Assemblée nationale et Conseil de la République).

## Candidats
Une démarche de Charles Lussy, président du groupe socialiste, auprès de son homologue MRP, François de Menthon, visant à rallier les Républicains populaires à une candidature d'union, échoue.
Le Parti communiste français (PCF) envisage dans un premier temps de présenter la candidature de Marcel Cachin, puis, estimant que celle-ci reléguerait le candidat socialiste au troisième rang (ouvrant dès lors la possibilité à des manœuvres gaullistes), se rallie à Vincent Auriol, président de l'Assemblée nationale.
La pacifiste et féministe Jeanne Mélin se déclare candidate mais l'initiative attire peu l'attention médiatique.

## Déroulement
Le jeudi 16 janvier 1947, le château de Versailles accueille les députés venus élire le président de la République. Faute de moyens de locomotion privés, les députés viennent pour la plupart en train.
Le parc et le château sont interdits au public. Ils font l'objet d'inspection et de protection depuis trois semaines. Une alarme incendie a été installée à cette occasion, ainsi qu'un bloc chirurgical dans l'entresol. La garde des environs est assurée par 3 000 hommes, ainsi qu'une quarantaine d'inspecteurs des Renseignements généraux. Cent cinquante huissiers de l'Assemblée nationale et du Sénat sont venus officier.
Le bureau du Parlement et les présidents des groupes des deux Assemblées font adopter par le Parlement une motion définissant les modalités. Ainsi, l'élection « se fera [...] au scrutin secret, par appel nominal et à la majorité absolue des suffrages exprimés ».
La séance est ouverte à 14 h par Vincent Auriol. Une tribune diplomatique a été créée pour accueillir, notamment, Duff Cooper (ambassadeur du Royaume-Uni en France), Angelo Giuseppe Roncalli (nonce apostolique et futur pape Jean XXIII), Alexandre Bogomolov (ambassadeur de l'Union soviétique en France), ainsi que les représentants du Canada et de la Chine.
L'élection du président est proclamée à 16 h 45 par le vice-président de l'Assemblée nationale Jacques Duclos,. Vincent Auriol embrasse Léon Blum, et une voiture les emmène au palais de l'Élysée, où les honneurs militaires leur sont rendus.

## Résultats
| Candidats                | Candidats                   | Partis                   | Premier tour | Premier tour |
| Candidats                | Candidats                   | Partis                   | Voix         | %            |
| ------------------------ | --------------------------- | ------------------------ | ------------ | ------------ |
|                          | Vincent Auriol              | SFIO                     | 452          | 51,19        |
|                          | Auguste Champetier de Ribes | MRP                      | 242          | 27,41        |
|                          | Jules Gasser                | PRV                      | 122          | 13,82        |
|                          | Michel Clemenceau           | PRL                      | 60           | 6,80         |
|                          | Autres candidats            | Autres candidats         | 7            | 0,79         |
|                          |                             |                          |              |              |
| Majorité requise         | Majorité requise            | Majorité requise         | 442 voix     | 442 voix     |
|                          |                             |                          |              |              |
| Total                    | Total                       | Total                    | 883          | 100          |
| Abstention               | Abstention                  | Abstention               | 0            | 0,00         |
| Inscrits / participation | Inscrits / participation    | Inscrits / participation | 883          | 100,00       |